# 런 래빗 런
《런 래빗 런》(영어: Run Rabbit Run)은 2023년 개봉한 오스트레일리아의 공포 스릴러 영화로, 데이나 리드가 감독을 맡았다.

## 줄거리
난임 치료 전문의 세라는 이혼 후 홀로 딸 미아를 키우고 있다. 미아는 7살 생일이 지나자 이상 행동을 보이기 시작하더니 곧 자신이 미아가 아니라 "앨리스"라고 주장한다.

## 출연진
- 세라 스누크 - 세라 역
- 릴리 러토어 - 미아 역
- 데이먼 헤리먼 - 피터 역: 미아의 아버지.
- 그레타 스카키 - 조앤 역: 세라의 어머니이자 미아의 외할머니.
- 트레버 제이미슨 - 샌디 역
- 제너비브 모리스